# Catherine Mary Ann Adamson
Catherine Mary Ann Adamson (născută Friend, n. 13 octombrie 1868, City of Yarra⁠(d), Victoria, Australia – d. 9 august 1925) a fost o gospodină și diaristă din Noua Zeelandă. S-a născut în Fitzroy, Victoria, Australia, pe data de 13 octombrie 1868.
A murit în Hokitika în 1925 și a fost îngropată în cimitirul Whataroa.